# Tshurphu-Kloster
| Tibetische Bezeichnung                 |
| -------------------------------------- |
| Tibetische Schrift: མཚུར་བུ་དགོན          |
| Wylie-Transliteration: mtshur phu dgon |
| Chinesische Bezeichnung                |
| Vereinfacht: 楚布寺                    |
| Pinyin:Chǔbù Sì                        |

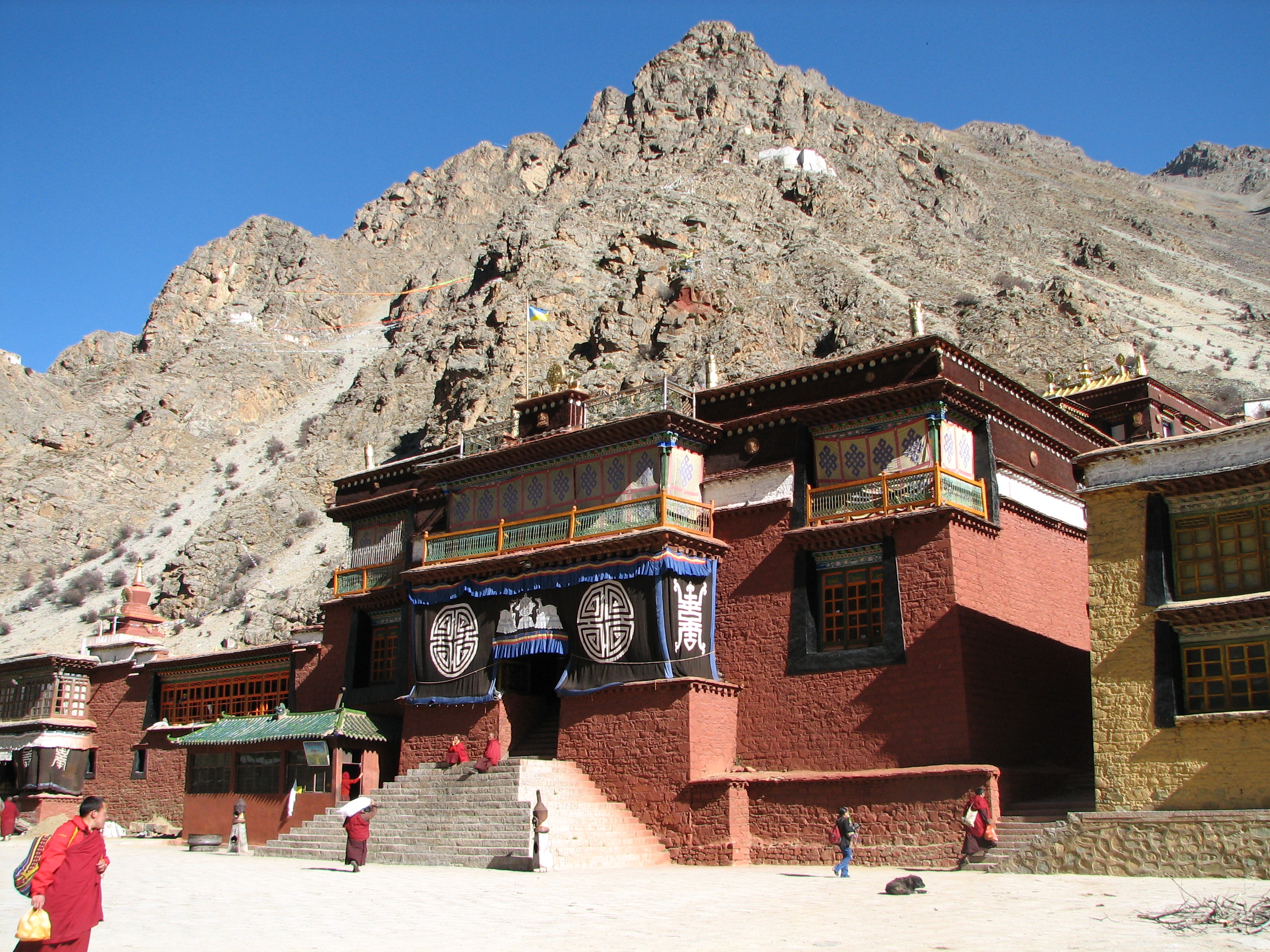
Das Kloster Tshurphu

Tshurphu (auch: Tsurphu, Tsurpu; tib.: mtshur phu; chin.: Chǔbù Sì 楚布寺) ist die Residenz des Karmapa, des Oberhauptes der Karma-Kagyü-Schule (tib. karma bka' brgyud) des Tibetischen Buddhismus. Das Kloster befindet sich in etwa 4270 Meter Höhe in der Gemeinde Gurum (tib.: gu rong shang; chin.: Gǔróng Xiàng 古荣乡) im Kreis Tölung Dechen (tib. stod lung bde chen shan; chin. Doilungdêqên Xian), rund 70 km westlich von Lhasa in Tibet. 

## Geschichte
Das Gründungskloster der Karma-Kagyü ist das Kloster Karma Gön, das sich im osttibetischen Raum, in der Region Lhathog (tib.: lha thog), etwa 100 km nördlich von Qamdo befindet. Gegen Ende seines Lebens gründete der 1. Karmapa Düsum Khyenpa im Jahre 1189 dann das Kloster Tshurphu, das zur Hauptresidenz der Karma Kagyü-Schule in zentraltibetischen Raum wurde. Das Kloster besaß bis Mitte des 20. Jahrhunderts vier Fakultäten, die als 1. Shiwa Dratshang (tib.: zhi ba grva tshang) 2. Tshurphu Dratshang (tib.: mtshur phu grva tshang) 3. Zurri Dratshang (tib.: zur ri grva tshang) und 4. Chökhang Gong Dratshang (tib.: mchod khang gong grva tshang) bekannt wurden. Als Sitz der Karmapa-Lamas zählte das Kloster zu den herausragenden religiösen Stätten Tibets und wurde zu einer Klosterstadt mit bis zu 1000 Mönchen. Auch der traditionelle Tshurphu-Kalender ist nach diesem Kloster benannt. Die bedeutendste Buddha-Statue des Klosters war der Lhachen Dsamling Gyan (tib. lha chen 'dzam gling rgyan), die „Große Statue (des Buddha Shakyamuni namens) Schmuck der Welt“. Bei der Statue handelte es sich um die größte in einem Guss gefertigte Statue Tibets. Sie, wie auch das Kloster, wurde während der Kulturrevolution zerstört. Die „originalgetreue“ Wiedererrichtung des Klosters begann 1980 unter dem 16. Karmapa Rangjung Rigpe Dorje. Nachdem der 12. Tai Situ Rinpoche, der 12. Tshurphu Gyeltshab Rinpoche, der 14. Dalai Lama sowie die chinesische Regierung Orgyen Thrinle Dorje (geb. 1985) als dessen Wiedergeburt anerkannt hatten (nicht aber der 14. Shamarpa, siehe Karmapa-Konflikt), wurde er als der 17. Karmapa in Tshurphu inthronisiert, wo er bis zu seinem Gang ins indische Exil im Jahr 2000 wohnte.
Die bedeutendsten religiösen Persönlichkeiten des Klosters waren neben dem Karmapa der Shamarpa und der Tshurphu Gyeltshab Rinpoche, ebenfalls bedeutende Trülku-Linien. Letzterer residierte in der Cökhang Gong Dratshang, der Erstere gründete im 16. Jahrhundert das Kloster Yangpachen am oberen Ende des Tölung-Tales, das fortan seine Hauptresidenz wurde.
Das Kloster steht auf der Liste der Denkmäler des Autonomen Gebiets Tibet.